# Покровська сільська рада (Веселинівський район)
Покро́вська сільська́ ра́да — колишній орган місцевого самоврядування в Веселинівському районі Миколаївської області. Адміністративний центр — село Покровка.

## Загальні відомості
- Покровська сільська рада утворена в 1925 році.
- Територія ради: 3,13 км²
- Населення ради: 1 027 осіб (станом на 2001 рік)
- Територією ради протікає річка Чичиклея.

## Населені пункти
Сільській раді підпорядковані населені пункти:
- с. Покровка

## Склад ради
Рада складається з 14 депутатів та голови.
- Голова ради: Карпенчук Володимир Мартинович
- Секретар ради: Ставніченко Марія Миколаївна

### Керівний склад попередніх скликань
| ПІБ                            | Основні відомості                                                         | Дата обрання | Дата звільнення |
| ------------------------------ | ------------------------------------------------------------------------- | ------------ | --------------- |
| Карпенчук Володимир Мартинович | Сільський голова, 1959 року народження, освіта вища, безпартійний         | 26.03.2006   | 31.10.2010      |
| Карпенчук Володимир Мартинович | Сільський голова, 1959 року народження, освіта вища, член Партії регіонів | 31.10.2010   |                 |

Примітка: таблиця складена за даними сайту Верховної Ради України